# Po (Fluss)
Der Fluss Po (lat. Padus, deutsch veraltet auch: Pfad, aus mhd. Phât oder Pfât) entspringt den Cottischen Alpen im an der italienisch-französischen Grenze gelegenen Valle Po und mündet nahe bei Adria (Venetien) in die Adria. Mit einer Länge von 652 km ist er der längste Fluss Italiens. Das Einzugsgebiet umfasst eine Fläche von etwa 75.000 km².
Auf weiter Strecke fließt der Fluss durch die Poebene (italienisch Pianura Padana), die wichtigste Landwirtschafts- und Industrieregion Italiens. 1852 wurde die Po-Schifffahrt vom Österreichischen Lloyd übernommen und neu organisiert.
Der Po hat ein ausgedehntes Delta von etwa 380 km², dessen Fläche sich ständig vergrößert. Fünf der wichtigsten Arme sind Po di Maestra, Po della Pila, Po delle Tolle, Po della Donzella und Po di Goro. Im Delta wurde ein Naturpark eingerichtet, der Parco regionale del Delta del Po.
Der Fluss ist von der Mündung des Ticino bei Pavia bis zur Adria schiffbar. In der Antike geben Polybios (2. 16. 6–12) und Plinius der Ältere (nat. hist. 3. 123) – letzterer nennt Augusta Taurinorum – verschiedene Stellen an, ab denen der Po mit Schiffen befahren wurde. Sidonius wiederum berichtet, dass in Brescello die navicularii aus Cremona durch Frachtführer aus der Emilia ersetzt wurden. Über den Lambro wiederum war Mailand an den Po angebunden. Der Ostgotenkönig Theoderich ließ in Ostiglia eine Anlegestelle einrichten, wie Cassiodor (Var. 2, 31) berichtet.

## Historischer Name
In römischer Zeit trug der Fluss den Namen Padus und war namensgebend für die Aufteilung der Gallia cisalpina in die Regionen Gallia cispadana („Gallien diesseits des Po“, etwa der heutigen Emilia entsprechend) und Gallia transpadana („Gallien jenseits des Po“). Der Oberlauf trug bis zur Einmündung des Tanarus (heute der Tanaro) noch bis in den Anfang der Kaiserzeit den Namen Bodincus, der „Grundlose“.
Im 10. Jahrhundert trug der Fluss den lateinischen Namen Eridanus (gr. Ηρίδανος Eridanos). Der Cremoneser Bischof Liutprand (962–970/972) beantwortet in seinem Gesandtschaftsbericht Liutprandi Legatio die Frage des byzantinischen Kaisers Nikephoros II. Phokas, wo denn die Stadt liege, in der er Bischof sei: „Cremona, sage ich, (ist) dem Eridanus, dem König der Flüsse Italiens, recht nahe.“ (Lat. Originaltext: „Cremona, inquam, Eridano fluviorum Italiae regi satis vicina.“)

## Nebenflüsse, Städte und Regionen
Der Po hat insgesamt 141 Zuflüsse.

### Schematische Darstellung
Diese Darstellung zeigt die Regionen, durch die der Po fließt, die wichtigsten Zuflüsse sowie die bedeutendsten Städte (dunkel unterlegt).
| rechts            |    | links          |
| Piemont           |    |                |
| Bulè              | P  |                |
| Croesto           | O  |                |
|                   |    | Ghiandone      |
|                   |    | Pellice        |
|                   |    | Varaita        |
|                   |    | Dora Riparia   |
|                   |    | Turin          |
|                   |    | Stura di Lanzo |
|                   |    | Dora Baltea    |
|                   |    | Sesia          |
| Tanaro            |    |                |
| Lombardei         |    |                |
| Scrivia           |    | Agogna         |
|                   |    | Ticino         |
|                   |    | Olona          |
| Emilia-Romagna    |    |                |
| Tidone            |    |                |
|                   |    | Lambro         |
| Trebbia           |    |                |
| Piacenza          |    |                |
| Nure              |    |                |
|                   |    | Adda           |
| Arda              |    | Cremona        |
| Taro              |    |                |
| Parma (Fluss)     |    |                |
| Enza              |    |                |
|                   |    | Oglio          |
|                   |    | Mincio         |
| Secchia           | P  |                |
| Panaro            | o  | Venetien       |
| Idrovia Ferrarese |    |                |
| Ferrara           |    |                |
|                   | d. |                |
| Po di Goro        |    |                |
|                   | V  | Po di Levante  |
|                   | e  |                |
| Po della Donzella | n  |                |
|                   | e  |                |
|                   | z  | Po di Maistra  |
|                   | i  |                |
| Po delle Tolle    | a  | Po della Pila  |

## Wasserqualität
Der Po wurde bei der Umweltkatastrophe am Lambro 2010 verschmutzt. Die Täter leiteten mutwillig aus einer stillgelegten Raffinerie 2.600 Tonnen Öl in den Nebenfluss Lambro ab, das nicht aufgehalten werden konnte.